# Joyce Farrell
Pour les articles homonymes, voir Farrell.
Joyce Farrell est l'auteure de nombreux livres de programmation pour Course Technology, qui fait partie de Cengage Learning. Ses livres sont largement utilisés comme manuels scolaires dans les établissements d'enseignement supérieur. Elle était auparavant professeure de systèmes d'information à Harper College à Palatine dans l'Illinois aux Etats-Unis,  et avait auparavant enseigné les systèmes informatiques à l'Université de Wisconsin–Stevens Point et au McHenry County College à Crystal Lake dans l' Illinois.

## Publications
- Java Programming, 8e édition,  (ISBN 1-285-85691-0).
- Java Programming, 6e édition,  (ISBN 1-111-52944-2).
- Java Programming, 5e édition,  (ISBN 0-324-59951-X). (found in 315 libraries, counting all editions, according to worldCat )
  - Java Programming, 4e Edition,  (ISBN 1-4239-0128-2).
- Object-Oriented Programming Using C++, 4e édition,  (ISBN 1-4239-0257-2). (trouvé dans 315 bibliothèques, toutes éditions confondues, selon worldCat )
  - Object-Oriented Programming Using C++, 2e édition,  (ISBN 0-619-03361-4)[2].
- Programming Logic and Design, Comprehensive, 9e édition,  (ISBN 9781337102070)
- Programming Logic and Design, Comprehensive, 8e édition,  (ISBN 978-1285776712)
- Programming Logic and Design, Comprehensive, 7e édition,  (ISBN 978-1-111-96975-2).
- Programming Logic and Design, Comprehensive, 6e édition,  (ISBN 978-0-538-74476-8).
- Programming Logic and Design, Comprehensive, 5e édition,  (ISBN 1-4239-0196-7). (found in 200 libraries, counting all 8 editions, according to  )
  - Programming Logic and Design, Introductory, 5e édition,  (ISBN 1-4239-0195-9).
  - Programming Logic and Design, Comprehensive, 4e édition,  (ISBN 1-4188-3633-8).
  - Programming Logic and Design, Introductory, 4e édition,  (ISBN 1-4188-3634-6).
- An Object-Oriented Approach to Programming Logic and Design, 2e édition,  (ISBN 1-4239-0184-3). (found in 59 libraries, counting all editions, according to WorldCat)
- Microsoft Visual C# .NET, première édition,  (ISBN 0-619-06273-8). (found in 57 libraries, counting all editions, according to worldCat)
- Microsoft Visual C# 2008: An Introduction to Object-Oriented Programming, 3e Edition,  (ISBN 1-4239-0255-6).
  - Microsoft Visual C# 2005, An Introduction to Object-Oriented Programming, 2e Edition,  (ISBN 1-4239-0151-7) found in 20 libraries, counting all editions (according to worldCat)

Avec Don Gosselin :
- Java programming with Microsoft Visual J++ 6.0: comprehensive, (1998) (found in 77 libraries, counting all editions, according to worldCat)